# サスカチュワン川

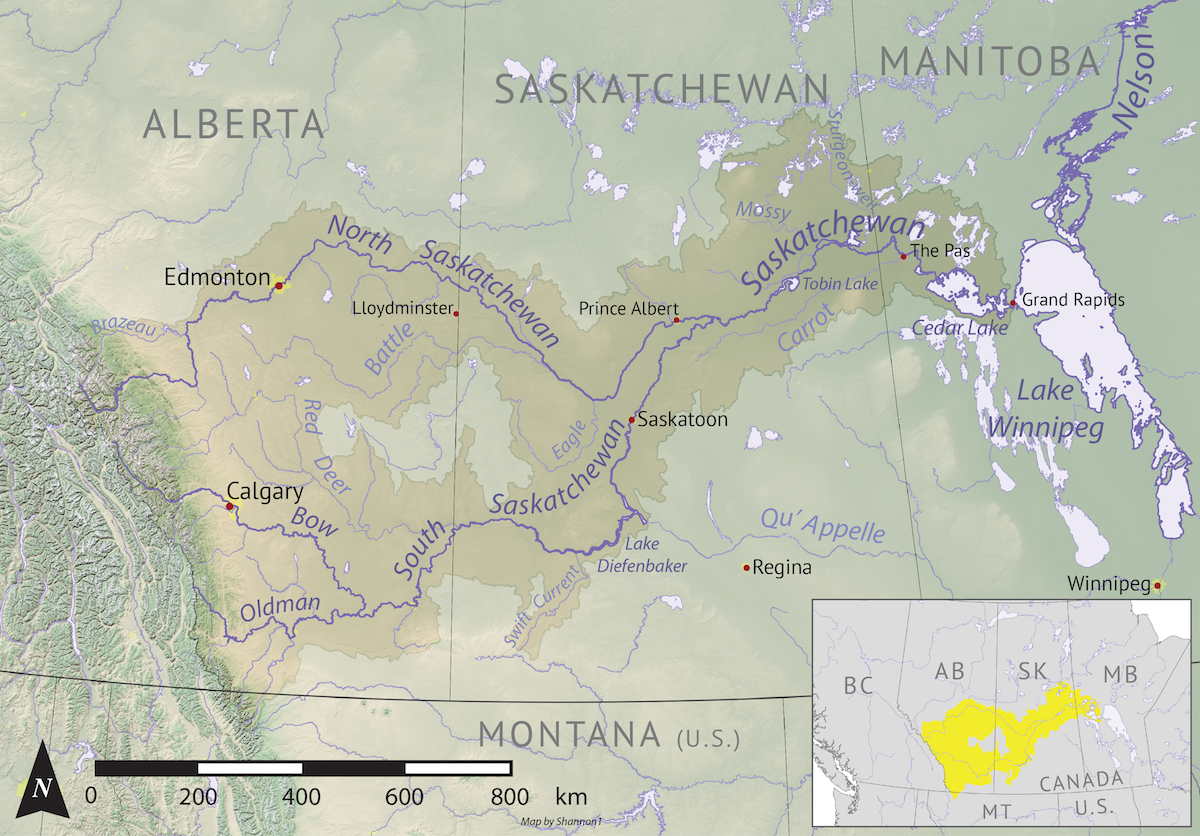
サスカチュワン川流域

サスカチュワン川（サスカチュワンがわ、Saskatchewan River）とは、北アメリカ大陸の北部に存在する、河川の1つである。

## 概要
サスカチュワン川は、カナダのサスカチュワン州に存在するノースサスカチュワン川とサウスサスカチュワン川との合流点から始まる。ここからマニトバ州へと流れ、最終的にウィニペグ湖へ注ぐ、全長約550kmの河川である。サスカチュワン川の流域はカナダ中央部の草原地帯であるプレーリーの大部分を含む。
ちなみに、サウスサスカチュワン川の支流の1つボウ川の源流からの見た場合の長さは1930kmである。また、カナダのアルバータ州にはサスカチュワン氷河という氷河が存在するが、この氷河はノースサスカチュワン川の源流である。

## 流路
サスカチュワン州の中央部、プリンス・アルバートの東約40kmでノースサスカチュワン川とサウスサスカチュワン川が合流しサスカチュワン川となる。東北東に流れスコー・ラピッドダムにより出来たダム湖であるトービン湖へ注ぐ。それから北東へ転じ湿地帯を流れ、トーチ川とモッシー川を合わせる。湿地帯の北端から東に流れ幾つかの小さな湖の間を縫いザ・パーへ至り、南西からキャロット川が合流する。ザ・パーの南東でデルタを形成しシーダー湖の北西へ注ぐ。湖から流れ出た後はおよそ5km流れ、最終的にウィニペグ湖の南西に注ぐ所までがサスカチュワン川である。

## 支流
下流より記載
- ノースサスカチュワン川
- サウスサスカチュワン川
  - レッドディア川
  - ボウ川